# يوحنا إدغار
يوحنا إدغار (بالإنجليزية: John Edgar)‏ (1 ديسمبر 1930 بألدرشوت في المملكة المتحدة - 1 يناير 2006 بدرم في المملكة المتحدة) هو لاعب كرة قدم بريطاني في مركز مهاجم داخلي. لعب مع Ferryhill Athletic F.C. ‏ وبيشوب أوكلاند ‏ ودارلينجتون إف سى.

## وصلات خارجية
- يوحنا إدغار على موقع قاعدة بيانات كرة القدم.إي يو (الإنجليزية)